# Karl Strack (Priester)
Karl Strack (* 1884; † 1975 in Alzen) war ein katholischer Priester.
Karl Strack, ein Studienfreund des Kölner Kardinals Josef Frings, war von 1924 bis 1956 katholischer Pastor in Morsbach. Während seiner Amtszeit wurden die Kirchen in Ellingen (1929), Lichtenberg (1957) und Alzen (1954) gebaut. Ebenso hat er die Morsbacher Basilika restaurieren lassen und die Fátima-Madonna nach Alzen geholt.
Karl Strack hatte viele Ehrentitel: so war er Päpstlicher Geheimkämmerer, Geistlicher Rat und Ehrendechant. Der bescheidene Pfarrer war in der Bevölkerung sehr geachtet, besonders weil er sich während des Zweiten Weltkrieges für die Sorgen und Nöte der Menschen eingesetzt hatte.
Für seine Verdienste verlieh ihm die Gemeinde Morsbach 1969 als erstem Bürger die Ehrenbürgerrechte. Nach Karl Strack ist seit 1991 eine Straße benannt, und zwar die Straße zwischen dem Gertrudisheim und dem Friedhof.